# Intifalla

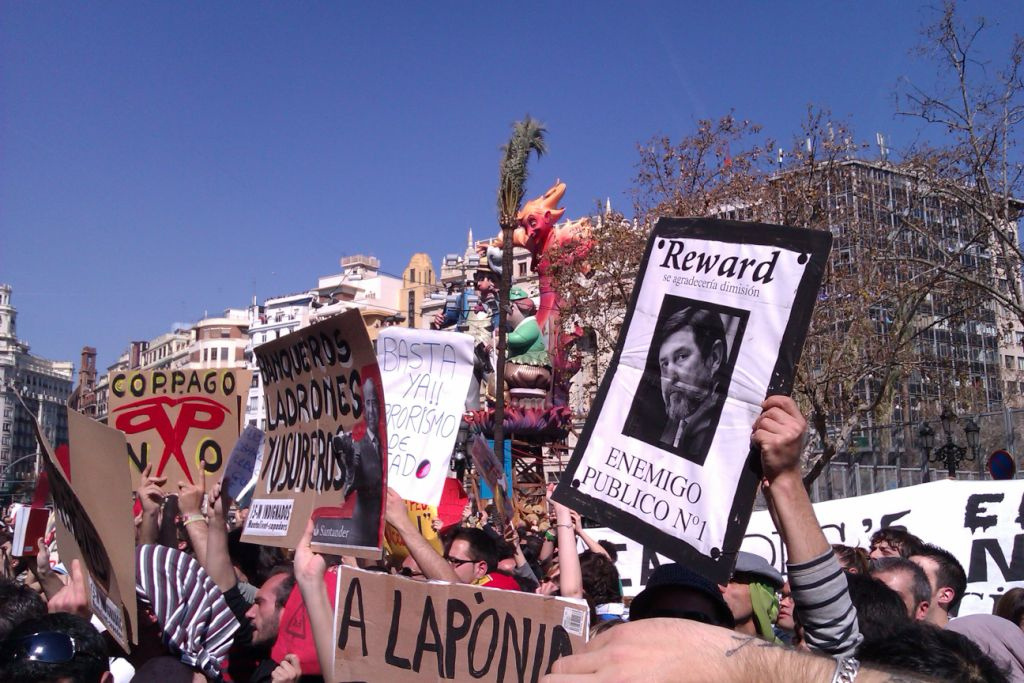
Manifestantes de la Intifalla del 17 de marzo de 2013.

La Intifalla (neologismo que resulta de la combinación de las palabras «intifada» y «fallas») es un colectivo de activistas vinculados a los movimientos sociales de la izquierda transformadora valenciana, que nació en 2012 para organizar protestas ante los casos de corrupción protagonizados por el Partido Popular en general y el Partido Popular de la Comunidad Valenciana en particular, incidiendo especialmente en su máxima cara visible en la ciudad de Valencia, la alcaldesa de la misma, Rita Barberá.
Las acciones de la Intifalla se focalizan, sobre todo, en las distintas mascletás que se ejecutan frente al Ayuntamiento de Valencia, con exposición de sobres gigantes, tijeras inspiradas en el logo del PP, abucheo de la corte de falleras, etc.
Desde el ayuntamiento se ha argumentado que este tipo de acciones indiscriminadas perjudican la imagen de la Comunidad Valenciana y sus fiestas.